# Société royale d'astronomie du Canada
Ne doit pas être confondu avec Société canadienne d'astronomie.
La Société royale d'astronomie du Canada (SRAC) ou Royal Astronomical Society of Canada (RASC) est un organisme pan-canadien à but non lucratif, destiné à l'avancement de l'astronomie et des sciences apparentées.
Depuis sa fondation dans les années 1800, elle a recruté quelque 4 000 membres -- pour la plupart des astronomes amateurs, mais aussi de nombreux astronomes professionnels ou enseignants en astronomie -- d'un océan à l'autre, dans 28 bureaux locaux (nommés Centres) répartis dans diverses municipalités et villes du Canada. Elle reçut une charte royale en 1903 du roi Édouard VII, et une incorporation nationale en 1968
Les principales publications de la SRAC sont le Observer's Handbook annuel, maintenant rendu à sa 100e parution (2008), de même que le Journal (six numéro par année) et le Observer's Calendar au format mural.